# Christoph Hein
Christoph Hein (ur. 8 kwietnia 1944 w Jasienicy, na pruskiej prowincji Dolny Śląsk) – niemiecki pisarz, tłumacz i eseista

## Życiorys
Christoph Hein dorastał w małym miasteczku Bad Düben koło Lipska. Jako syn pastora nie zakwalifikował się do liceum o rozszerzonym profilu, zamiast tego, aż do powstania muru berlińskiego uczęszczał do liceum w zachodnim Berlinie.
Po postawieniu muru w Berlinie pracował jako montażysta, księgarz, kelner, dziennikarz, aktor i asystent reżysera. W 1964 Hein zdał maturę w szkole wieczorowej. W Berlinie i Lipsku studiował  od 1967 do 1971 roku filozofię, logikę oraz uczęszczał na zajęcia w Niemieckim Instytucie Literatury w Lipsku. Ponadto został dramaturgiem i autorem w Volksbühne w Berlinie Wschodnim. Od 1979 roku pracuje jako niezależny pisarz.
Christoph Hein zyskał sławę dzięki jego bardzo udanej powieści Der fremde Freund, która została opublikowana w 1982 roku w NRD i 1983 ukazała się pod tytułem Drachenblut w zachodnich Niemczech. Inny tytuł powieści był powodem panującej cenzury.
Jego sławna sztuka teatralna Die wahre Geschichte des Ah Q. Nach Lu Xun ukazała się 1983. Hein jest tłumaczem wielu dzieł Racine’a i Moliera. Od 1998 do 2000 roku Christoph Hein był  pierwszym prezesem Niemieckiego Centrum PEN, którego od maja 2014 roku jest honorowym prezesem. Do lipca 2006 był wydawcą gazety "Freitag".
Z związku z Christiane Hein, reżyserką filmową, która zmarła w 2002 roku Christoph Hein ma dwóch synów. Młodszym synem jest lekarz oraz pisarz Jacob Hein. Od 2011 roku żoną Heina jest śpiewaczka operowa Maria Husmann, z którą mieszka w Havelberg.
Hein jest członkiem Niemieckiej Akademii Języka i Poezji oraz Saksońskiej Akademii Sztuki.
W dniu 8 października 2004 roku berliński senator kultury Thomas Flierl potwierdził, że prowadzone są negocjacje dotyczące stanowiska dyrektora artystycznego Deutsches Theater w Berlinie.
Hein miał przejąć teatr od sezonu 2006/2007, jako następca Bernda Wilmsa, którego umowa nie została przedłużona. W dniu 29 grudnia 2004 Hein po licznych krytykach ze świata teatru i prasy powiedział na konferencji prasowej, że nie obejmie stanowiska dyrektora teatru.
Powieść Heina „Willenbrock” została pod tym samym tytułem zekranizowana w 2005 przez Andreasa Dresena. Liryczne teksty literackie Christopha Heina zostały udźwiękowione w 2009 roku przez Hansa-Eckardta Wenzela, z którym Hein w 1990 grał w filmie Letztes aus der Da Da ER.
W 1982 został laureatem Nagrody Heinricha Manna, a w roku 2010 został on wyróżniony Nagrodą Literacką im. Eichendorffa.
Od czasu wydania powieści „Der fremde Freund” Hein zalicza się do najważniejszych współczesnych pisarzy w Niemczech. Hein wcześniej publikował głównie opowiadania, których akcja rozgrywała się  w różnych wiekach. Wiele z tych opowieści zajmuje się historiami figur na marginesie społeczeństwa. Główną tematyką jego prozy jest wątek miłości. Jednakże, jest to miłość nieszczęśliwa spotykająca się z wieloma utrudnieniami.  Na drodze do szczęścia postaci staje codzienność, ich pochodzenie oraz wychowanie, które uniemożliwia związek.
Jako dramaturg Hein zajmował się głównie historią i nieudanymi rewolucjami. Według germanisty Hannesa Kraussa „sztuki historyczne Heina […] nie są sztukami historycznymi.”, ponieważ konkretne zdarzenia lub losy wielkich ludzi historii świata są dla niego nieistotne.
We wszystkich swoich sztukach Hein zadaje fundamentalne pytania, poprzez które odnosi się do teraźniejszości.

## Twórczość

### Proza

#### Der fremde Freund (1982)
Nowela opowiada o lekarce Claudii, która czuję się wyobcowana w NRD. Claudia sprawia uczucie apatycznej i obojętnej osoby zwłaszcza w sytuacjach społecznych. W tej książce zostaje opisana jej relacja z Henrym, który jest jej sąsiadem. Ich relacja jest dosyć chłodna i zdystansowana.  Jest on jak mówi sam tytuł książki obcym przyjacielem. Jednak to powoduje, że między Claudią a Henrym  powstaje zaufana i dość intymna relacja jak na ich standardy. Ta nowela dokumentuje głębokie samozaprzeczenie głównej bohaterki. Claudia jest wewnętrznie zjadana przez problemy i obawy, ale nie może się do tego przed innymi i przede wszystkim przed samą sobą przyznać. Protagonistka ryje się za maską nieczułości i obojętności. Jej wyobcowanie cechuje również jej zainteresowanie, którym jest fotografia. Claudia fotografuje jedynie martwe przedmioty, ruiny i krajobrazy. W dziewiątym rozdziale, który opisuje podróż Claudii do jej rodzinnego miasta G., powody jej wyobcowania  stają się klarowne. Jako dziecko kochała bezwarunkowo jej najlepszą przyjaciółkę Catherine. Ta przyjaźń nie przetrwała i złamała Claudii serce. Ze strachu, że może ponownie zostać opuszczona Claudia postanowiła nigdy już tak nie kochać.  Z tego powodu jej małżeństwo z Hinnerem, która był chirurgiem w Berlinie nie przetrwało. W ostatnim rozdziale, która odgrywa się w chwili obecnej, Claudia wybucha emocjonalnie na krótką chwilę  i przyznaje, że umrze w tęsknocie za Catherine. Już w następnym zdaniu znów sobie zaprzecza mówiąc: „Wszystko w porządku”. W rzeczywistości Claudia przez to zapewnienie chce wyprzeć swoją samotność i rezygnację oraz ją zatuszować.

#### Von allem Anfang an (1997)
Nikomu, nawet Lucy, pięknej i najlepszej dziewczynie w klasie, trzynastoletni Daniel nie może powiedzieć, dokąd jego ojciec go zabierze. Zabiera go do Berlina zachodniego. Tam Daniel ma uczęszczać do gimnazjum, ponieważ w domu w małej miejscowości w centrum Niemiec nie jest to możliwe. Nowy dyrektor i proboszcz ostrzegają przed odwiedzinami w rodzinnym mieście. Mówią Danielowi, że jest to zbyt niebezpieczne,  bo potajemnie udał się do Zachodniego Berlina i tym zdradził Republikę i dlatego był na liście podejrzanych. Christoph Hein w tej fikcyjnej autobiografii opisuje młodzież w Niemczech wschodnich w latach pięćdziesiątych.

#### Landnahme (2004)
Ta powieść opowiada o przymusowych wysiedlaniach z Dolnego Śląska po II wojnie światowej. Ofiarą wysiedlenia staje się  Bernhard Haber, który z powodzeniem radzi sobie pomimo wszystkich przeszkód w saksońskiej miejscowości Bad Guldenberg. Haber z integracją w nowym miejscu nie ma najmniejszego problemu.
Mimo śmierci ukochanego psa Tinza i rzekomego samobójstwa ojca, które okazuje się w trakcie narracji morderstwem jednego z obywateli miasta Haber radzi sobie bardzo dobrze.
Pomimo wrogości wobec nowych przybyszów ze Śląska Haber staje się jednym z najbardziej wpływowych obywateli miasta Bad Guldenberg.
Ta powieść opowiada również o oficjalnych zakazach w NRD, którym m.in. było tematyzowanie  przeszłości Śląska i przymusowych wysiedleń w 1945-46. Zamiast  wysiedlenia miał być stosowany termin przesiedlenia.

#### Glückskind mit Vater (2016)
Konstantin jest szczęśliwym dzieckiem. Przynajmniej tak twierdzi jego matka, która dokłada wszelkich starań, by chronić dorastającego syna w NRD przed przeszłością jego ojca, który był zbrodniarzem wojennym. Na próżno. Konstantin niestrudzenie, próbuje wyjść z cienia ojca.  zmienia nazwisko, aplikuje do legii cudzoziemskiej i niemal zostaje dyrektorem liceum. Przeszłość jednak go dogania, gdy jego żona po 25 latach małżeństwa jest u  progu odkrycia jego prawdziwej tożsamości. Christoph Hein opowiada  o życiu w NRD, gdzie nic nigdy nie mogło pozostać prywatne, ponieważ to państwo było głównym inicjatorem życia publicznego.